# Ветлужское викариатство
Ветлу́жское викариа́тство — викариатство Нижегородской епархии Русской Православной Церкви.
Кафедра поименованная по городу Ветлуга (ныне Нижегородской области) была учреждена как викариатство Костромской епархии в 1922 году. Учреждение викарных кафедр в конце 1910-х — 1920-х годах происходило в соответствии с определением Поместного Собора Православной Российской Церкви 1917—1918 годов об увеличении числа викарных епископов и повышении степени их самостоятельности.
5 июля 1922 года Ветлужский уезд был передан из Костромской губернии в Нижегородскую, и Ветлужское викариатство перешло в Нижегородскую епархию. После 1937 года пресеклась.
Возрождена решением Священного Синода Русской Православной Церкви 6 октября 1998 года. После 2002 года не замещалась.

## Епископы
- 2 апреля 1922 — февраль 1926 — Григорий (Козлов)
- октябрь 1926 — 12 февраля 1928 — Николай (Голубев)
- 30 июля 1928 — 20 февраля 1929 — Поликарп (Тихонравов)
- 1 августа 1929 — 11 ноября 1937 — Неофит (Коробов)
- 6 октября 1998 — 29 декабря 1999 — Аркадий (Афонин)
- 21 апреля — 26 декабря 2002 — Феодосий (Васнев)